# Ентоні Кеннеді
Ентоні Маклойд Кеннеді (англ. Anthony McLeod Kennedy; нар. 23 липня 1936, Сакраменто, Каліфорнія) — американський правник, член Верховного суду США з 1988 року, був номінований президентом США Рональдом Рейганом (він не є членом клану Кеннеді).
Син Ентоні і Гледіс.
У 1954–1958 роках навчався у Стенфордському університеті. Закінчив Лондонську школу економіки (бакалавр політології) і Гарвардську школу права (бакалавр права cum laude, 1961).
У 1961–1963 роках вів приватну практику у Сан-Франциско, у 1963–1975 роках продовжив практику свого батька, залишивши її з його смертю.
У 1965–1988 роках професор конституційного права у Тихоокеанському університеті у Каліфорнії.
З 30 травня 1975 по 18 лютого 1988 — суддя Апеляційного суду по 9 округу.
Одружений з Мері Девіс.